# Heinrich Scheele (Unternehmer)
Heinrich Scheele (* in Köln; † ebenda) war ein deutscher Unternehmensgründer des ausgehenden 19. Jahrhunderts.

## Leben
Heinrich Scheele war Pionier des deutschen Elektrofahrzeugbaus. Unter seinem Namen wurden von 1899 bis 1906 elektrisch angetriebene Kraftwagen aller Art gefertigt, darunter Personenkraftwagen, Lastkraftwagen und auch Feuerwehrfahrzeuge. Rechtsnachfolger war von 1906 bis ca. 1924 die Kölner Elektromobil-Gesellschaft Heinrich Scheele.

## Lastkraftwagen
Im Jahr 1899 wurde die Heinrich Scheele Kraftfahrzeugfabrik in Köln-Melaten gegründet, die sich an der Aachener Straße 163 befand. An der Maastricher Straße 41/43 in Köln lag eine weitere Betriebsstätte des Unternehmens. Von 1906 bis 1928 nannte sich das Unternehmen Kölner Elektromobil-Werke Heinrich Scheele. Ab 1927 war der Betrieb in Köln-Bickendorf ansässig.
Es wurden Lieferwagen sowie schwere Nutzfahrzeuge mit bis zu zwei Elektromotoren und von 1,5 bis 5 t Nutzlast gebaut, die unter den Marken Scheele und KEW bis 1928 hergestellt wurden. Die hinten in die Fahrzeuge eingebauten Elektromotoren wurden von Schuckert sowie von Geist in Köln bezogen. Die als 3-Tonner gebauten Müllwagen wurden mit einem 10-PS-Elektromotor ausgestattet. Eine Besonderheit der Nutzfahrzeuge war, dass sie eine spezielle, doppelt wirkende Stahlbandbremse hatten. Bei diesen Fahrzeugen brauchten keine Bergstützen eingebaut zu werden, wobei auch noch Widerstands- und Kurzschlussbremsen dazu beitrugen, z. B. ein Rückwärtsrollen zu verhindern. Außer elektrischen Lastkraftwagen wurden auch noch wenige kleine Omnibusse gebaut. Ein Jahr vor Beginn der Weltwirtschaftskrise wurde 1928 das Unternehmen aufgegeben.

## Trivia
Wilhelm Karmann war zwischen 1899 und 1901 als Abteilungs- und Betriebsleiter in Scheeles Unternehmen beschäftigt.